# Голден-Шорс (Аризона)
Голден-Шорс (англ. Golden Shores) — переписна місцевість (CDP) в США, в окрузі Могаве штату Аризона. Населення — 1927 осіб (2020).

## Географія
Голден-Шорс розташований за координатами 34°46′55″ пн. ш. 114°28′40″ зх. д. / 34.78194° пн. ш. 114.47778° зх. д. (34.781881, -114.477749).  За даними Бюро перепису населення США в 2010 році переписна місцевість мала площу 21,08 км², уся площа — суходіл.

## Демографія
Згідно з переписом 2010 року, у переписній місцевості мешкало 2047 осіб у 1011 домогосподарстві у складі 578 родин. Густота населення становила 97 осіб/км².  Було 1637 помешкань (78/км²).
Расовий склад населення:
| - 94,2 % — білих - 1,0 % — корінних американців - 0,3 % — чорних або афроамериканців - 0,3 % — азіатів - 0,1 % — вихідців з тихоокеанських островів - 2,3 % — осіб інших рас |

До двох чи більше рас належало 1,7 %. Частка іспаномовних становила 7,7 % від усіх жителів.
За віковим діапазоном населення розподілялося таким чином: 11,9 % — особи молодші 18 років, 50,0 % — особи у віці 18—64 років, 38,1 % — особи у віці 65 років та старші. Медіана віку мешканця становила 59,3 року. На 100 осіб жіночої статі у переписній місцевості припадало 103,3 чоловіків;  на 100 жінок у віці від 18 років та старших — 101,7 чоловіків також старших 18 років.
Середній дохід на одне домашнє господарство  становив 30 403 долари США (медіана — 29 118), а середній дохід на одну сім'ю — 45 598 доларів (медіана — 42 895). За межею бідності перебувало 7,4 % осіб, у тому числі 0,0 % дітей у віці до 18 років та 9,7 % осіб у віці 65 років та старших.
Цивільне працевлаштоване населення становило 403 особи. Основні галузі зайнятості: роздрібна торгівля — 33,0 %, будівництво — 23,1 %, мистецтво, розваги та відпочинок — 15,4 %, виробництво — 14,1 %.